# كلية (مؤسسة)

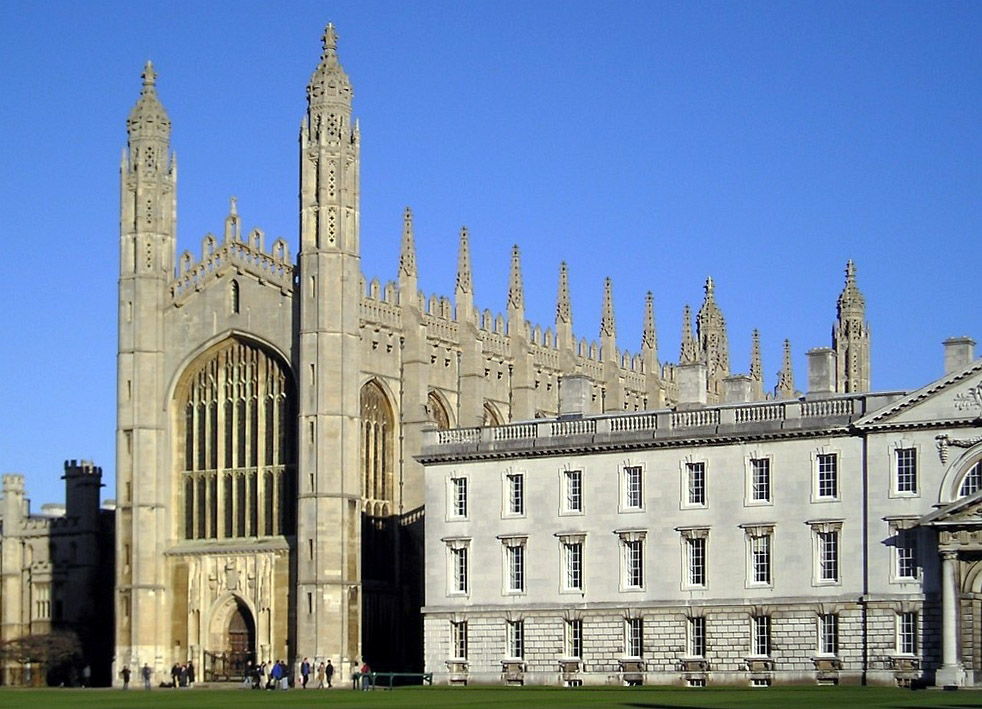
مبنى كليات جامعة كامبردج.

الكلية (بالإنجليزية: College) تطلق على أي مؤسسة تعليمية تقدم شهادات عليا لما بعد المرحلة الثانوية كما تطلق على أقسام الجامعات فيقال مثلا كلية إدارة الأعمال أو كلية تقنية المعلومات والحاسوب.
في معظم أنحاء العالم، قد تعني الكلية مدرسة ثانوية أو ما يعادلها، أو مؤسسة للتعليم الإضافي، أو مركزًا للتدريب يمنح مؤهلات مهنية، أو مؤسسة للتعليم العالي لا تحمل صفة الجامعة (وغالبًا لا تملك صلاحية منح الدرجات العلمية)، أو وحدة تابعة لجامعة أكبر. أما في الولايات المتحدة، فقد تطلق الكلمة على مؤسسة مستقلة تقدم برامج البكالوريوس، أو على القسم الخاص بالدراسات الجامعية الأولى داخل جامعة، أو على ما يُعرف بالكلية السكنية داخل حرم جامعة، أو حتى على الكلية المجتمعية، وهي مؤسسات عامة تهدف إلى توفير التعليم العالي بأسعار معقولة وميسّرة، وغالبًا ما تقتصر برامجها على درجات الزمالة التي تمتد لسنتين فقط.
يشيع استخدام كلمة كلية في الولايات المتحدة كمرادف لكلمة جامعة، ويُفهم من عبارات مثل (طلاب الكلية) و(الالتحاق بالكلية) أنها تشير إلى أي مؤسسة تمنح درجات علمية، سواء سُميت مدرسة، أو معهدًا، أو كلية، أو جامعة.
تقدم الكليات في بلدان مثل فرنسا وبلجيكا وسويسرا تعليمًا ثانويًا.

## أصل الكلمة
تعود كلمة كلية إلى أصل لغوي يعني يختار ويجمع، وقد تكوّنت من فعل يدل على الالتقاط أو الجمع أو الاختيار، مضافًا إليه حرف يفيد المعية أو الاشتراك، ليصبح معناها الذين «اختيروا معًا». من هذا الأصل جاءت كلمة «زملاء»، أي الأشخاص الذين اختيروا ليعملوا معًا في مهمة مشتركة. في روما القديمة، كانت الكلية تشير إلى هيئة أو نقابة أو جماعة رسمية تجمع بين أفراد يشتركون في الوظيفة أو السلطة؛ مثل القضاة، أو مسؤولي العدالة، أو نواب الشعب، أو الكهنة، أو المفسّرين، أو حتى جماعات سياسية أو حرفية. كانت الكلية في هذا السياق هيئة اعتبارية، أي كيانًا قانونيًا مستقلًا له شخصيته الخاصة، يستطيع أن يعقد الاتفاقات، وأن يرفع الدعاوى أو تُرفع ضده، تمامًا كما لو كان شخصًا حقيقيًا. في إنجلترا في العصور الوسطى، وُجدت كليات للكهنة، مثل تلك التي أُنشئت في الكنائس الخاصة التي أُقيمت من أجل الصلاة عن أرواح الموتى. ما تزال بعض هذه الكيانات حية حتى اليوم، مثل «الكلية الملكية للجراحين» في إنجلترا (عُرفت في الأصل باسم «نقابة الجراحين داخل مدينة لندن»)، وكلية الشعارات في لندن (وهي هيئة من المفسرين الرسميين لشعارات النسب، مسؤولة عن تنظيم استخدامها)، و«الكلية الانتخابية» (التي تُكلّف بانتخاب ممثلين). تشترك هذه الهيئات في أنها تجمع أفرادًا اختيروا من قبل جهة ذات سلطة، سواء كانت ملكًا أو مؤسسًا، لأداء وظيفة محددة. أما الكلية التعليمية في مفهومها الحديث، فهي هيئة أُنشئت لهذا الغرض تحديدًا، مثل «كلية إيتون»، التي أُسست عام 1440 بأمر ملكي من الملك هنري السادس، لتضم مجموعة من الزملاء، والكهنة، والكتبة، والمُنشدين، والطلاب الفقراء، والعجزة، ويشرف عليهم مدير أو ناظر، تكون مهمته تعليم هؤلاء الطلبة، إضافة إلى كل من يقصد الكلية من أي منطقة في إنجلترا، في علوم الحروف، وخصوصًا في قواعد اللغة، وذلك بلا أي مقابل مالي.

## الملخص

### التعليم العالي
في نطاق التعليم العالي، تُستخدم كلمة كلية للإشارة إلى عدة أنواع من المؤسسات أو الأقسام التعليمية، منها:
- جزء تابع لجامعة تعتمد النظام الكُلي، مثل كلية الملك في جامعة كامبريدج، أو لجامعة اتحادية، مثل كلية الملك في لندن.
- كلية تُعنى بالعلوم الإنسانية والآداب، وهي مؤسسة مستقلة للتعليم العالي تركّز على المرحلة الجامعية الأولى، كما هو الحال في بعض الكليات المستقلة في الولايات المتحدة.
- قسم ضمن جامعة كبرى يتبع نموذج العلوم الإنسانية في مرحلته الجامعية الأولى، حتى وإن كانت الجامعة لا تتبع هذا النموذج في بقية أقسامها، كما هو الحال في إحدى الكليات التابعة لجامعة بكين.
- معهد يقدم تدريبًا متخصصًا، مثل كليات التعليم الإضافي، أو كليات إعداد المعلمين، أو كليات الفنون.
- مؤسسة تعليم عالٍ كاثوليكية، تضم جامعات وكليات ومعاهد تعليمية خاصة تديرها الكنيسة الكاثوليكية، وغالبًا ما تُشرف عليها جهات دينية. أما تلك المرتبطة مباشرة بالكرسي الرسولي فتُعرف بالجامعات الحَبريّة.
- في الولايات المتحدة، تُطلق كلمة كلية أحيانًا، وإن كان ذلك نادرًا، على جامعة بحثية، كما هو الحال في إحدى الكليات الشهيرة ضمن مجموعة رابطة اللبلاب.
- في الولايات المتحدة أيضًا، قد تُشير الكلية إلى القسم الجامعي الأول داخل جامعة تمنح كذلك درجات الدراسات العليا، كما هو الحال في الكلية الجامعية الأولى التابعة لجامعة ييل.

### التعليم الإضافي
تُعرف الكلية ما بعد المرحلة الثانوية أو كلية التعليم الإضافي بأنها مؤسسة تعليمية توجد في عدة دول منها: إنجلترا، وويلز، وإيرلندا الشمالية، وبليز، ودول الكاريبي، ومالطا، والنرويج، وبروناي، وبعض دول إفريقيا الجنوبية. في هذه المؤسسات، يتابع الطلاب الذين تتراوح أعمارهم بين 16 و19 عامًا دراستهم للحصول على مؤهلات دراسية متقدمة، مثل الشهادة العامة للمستوى المتقدم، أو مؤهلات التقنية المهنية، أو الدبلوم الدولي للبكالوريا، أو الشهادة العامة للتعليم الثانوي. في سنغافورة والهند، يُطلق على هذه المرحلة اسم الكلية الصغرى. أما بلدية باريس، فتستخدم مصطلح الكلية ما بعد الثانوية كترجمة إنجليزية لاسم الثانوية العامة الفرنسية.

### التعليم الثانوي
في بعض الأنظمة التعليمية الوطنية، تُطلق تسمية كلية على المدارس الثانوية، أو تُدرج الكلمة ضمن اسمها الرسمي.
في أستراليا، يُستخدم مصطلح كلية للإشارة إلى أي مدرسة ابتدائية أو ثانوية خاصة أو مستقلة (أي غير حكومية)، لتمييزها عن المدارس الحكومية. ومن الأمثلة على ذلك: مدرسة ملبورن النحوية، ومدرسة كرانبروك في سيدني، ومدرسة الملك في باراماتا، والتي تُعد جميعها كليات وفق هذا التصنيف.
ظهرت مؤخرًا ظاهرة إعادة تسمية بعض المدارس الثانوية الحكومية لتُصبح كليات. في ولاية فيكتوريا، تُسمى بعض المدارس الثانوية الحكومية كليات ثانوية، على الرغم من أن المدرسة الحكومية الرائدة للبنين في مدينة ملبورن ما تزال تُعرف باسم مدرسة ملبورن الثانوية. أما في ولايات أستراليا الغربية، وأستراليا الجنوبية، والإقليم الشمالي، فقد أصبح مصطلح كلية يُستخدم في تسمية جميع المدارس الثانوية الحكومية التي أُنشئت منذ أواخر تسعينيات القرن العشرين، بالإضافة إلى بعض المدارس الأقدم. في ولاية نيو ساوث ويلز، تُطلق تسمية كليات ثانوية على بعض المدارس، خصوصًا تلك التي تشكلت نتيجة دمج عدد من المدارس في مواقع متعددة. أما في ولاية كوينزلاند، فإن بعض المدارس الحديثة التي تجمع بين المرحلتين الابتدائية والثانوية تُسمى كلية حكومية، بينما ما تزال المدارس التي تقدم التعليم الثانوي فقط تُعرف باسم المدرسة الثانوية الحكومية. في ولاية تسمانيا والإقليم الفيدرالي للعاصمة، يُستخدم مصطلح كلية للإشارة إلى المرحلة الأخيرة من المدرسة الثانوية، أي الصفين الحادي عشر والثاني عشر، وكذلك للمؤسسات التعليمية التي تقدم هذه المرحلة. في هذا السياق، يُفهم من كلمة كلية أنها منظومة تعليمية مستقلة عن المراحل الأخرى من التعليم الثانوي، ويُعتبر الاسم اختصارًا لمفهوم كلية التخرج.
في عدد من المدن الكندية، تُسمّى العديد من المدارس الثانوية الحكومية «معاهد كلياتية» أو «مدارس كلياتية»، وهي صيغة لغوية مُعقّدة لمصطلح كلية، لكنها تتجنّب الإيحاء بأنها مؤسسات لما بعد المرحلة الثانوية. يعود سبب التسمية إلى أن هذه المدارس ركزت تقليديًا على المواد الأكاديمية والقدرات الفكرية، بدلًا من التعليم المهني؛ إذ كانت مثل هذه المدارس تُدرس اللاتينية، في حين كانت المدارس المهنية تُركز على التعليم التقني. مع ذلك، تختار بعض المدارس الثانوية الخاصة، مثل كلية كندا العليا وكلية فانكوفر، أن تُدرج كلمة كلية ضمن أسمائها الرسمية. توجد في مناطق أخرى من كندا، لا سيما في نظام المدارس الخاصة ذات الطابع الديني، مدارس ثانوية تستخدم كذلك مصطلحي كلية أو كلياتية ضمن تسميتها.